# Île de Beauté (Schiff, 1979)
Die Île de Beauté war ein 1979 als Cyrnos in Dienst gestelltes Fährschiff der französischen Société nationale maritime Corse Méditerranée (SNCM). Das Schiff blieb bis zum Juni 2013 in Fahrt und wurde anschließend in der Türkei abgewrackt.

## Geschichte
Die Cyrnos wurde am 5. Juli 1977 bei Dubigeon-Normandie in Nantes bestellt und am 14. November 1978 unter der Baunummer 160 vom Stapel gelassen. Nach der Übernahme durch die SNCM am 30. Mai 1979 wurde das Schiff am 18. Juni 1979 auf der Strecke von Marseille nach Tunis in Dienst gestellt.
1984 wurde der Passagierbereich der Cyrnos umgebaut. Von September 1989 bis Juni 1990 erfolgte ein weiterer, großangelegter Umbau bei Cie Marsellaise de Reparations in Marseille sowie eine Verlängerung des Rumpfes von 138,65 auf 159,05 Meter. Die Tonnage erhöhte sich von 11.819 auf 20.564 BRT. Am 18. Juni 1990 nahm das Schiff unter dem neuen Namen Île de Beauté wieder den Liniendienst auf. 1992 war die Fähre zudem unter Charter der französischen Regierung als Truppentransporter von Saudi-Arabien nach Marseille im Einsatz.
2001 und 2006 fanden weitere Umbauarbeiten an der Île de Beauté. Beim letzteren Umbau in Genua wurde das Schiff unter anderem mit einem Ducktail ausgestattet. Die Île de Beauté blieb danach noch weitere sieben Jahren im Dienst, ehe sie im Juni 2013 ausgemustert und an eine Abwrackwerft in der Türkei verkauft wurde. Am 10. Juli 2013 traf das Schiff schließlich unter dem Überführungsnamen Beau zum Abbruch bei den Abwrackwerften von Aliağa ein.